# جيولوجي
الجيولوجي هو عالم متخصص في دراسة علم طبقات الأرض، كما يدرس المواد الصلبة والسائلة والتي تتواجد على سطح الأرض وكذلك المستحاثات والأحافير؛ كما يدرس أيضاً الزلازل والأنشطة البركانية والتسونامي والظروف الجوية.
عادةً ما يكون هذا الاختصاص مرتبطاً بفروع العلوم الأخرى مثل الفيزياء وعلم الأحياء والكيمياء.